# Tell Me Why (Prezioso feat. Marvin)
Tell Me Why è il singolo di debutto del gruppo musicale italiano di musica dance Prezioso feat. Marvin, pubblicato il 20 aprile 1999 dall'etichetta discografica BMG Ariola.

## Descrizione
Il brano contiene campionamenti di Family Man di Mike Oldfield, il resto è stato scritto da Diego Leoni, Paolo Sandrini, Giorgio Prezioso, Andrea Prezioso e Alessandro Moschini e prodotto da questi ultimi e ha riscosso un notevole successo sia in Italia che in altri paesi dell'Europa.
La canzone è stata inserita nel disco d'esordio del complesso, intitolato Back to Life, e ha partecipato al Festivalbar 1999.

## Tracce
CD-Maxi Ariola (74321 69873 2 / EAN 0743216987320)
1. Tell Me Why (Radio Mix) - 3:17
2. Tell Me Why (Radio Edit Mix) - 4:31
3. Tell Me Why (Extended Mix) - 5:10

## Classifiche
| Classifica (1999) | Posizione raggiunta |
| ----------------- | ------------------- |
| Austria           | 2                   |
| El Salvador       | 7                   |
| Francia           | 53                  |
| Germania          | 10                  |
| Italia            | 9                   |
| Svizzera          | 9                   |